# Alex Marte
Alex Marte (Milano, 29 settembre 1979) è un attore pornografico italiano.

## Biografia
Nato a Milano, ma di origini pugliesi, più precisamente della provincia di Taranto, fin da giovane ha iniziato a lavorare praticando i lavori più disparati, come muratore, miticultore e tecnico di impianti di climatizzazione, riuscendo a diplomarsi come tecnico ragioniere. Lavora come personal trainer, spogliarellista e go-go boy in vari club d'Italia.
La sua carriera nella pornografia gay inizia nel 2007, partecipando al casting "Porn Star Wanted" organizzato a Roma dalla casa di produzione Lucas Kazan Productions, conquistando la partecipazione agli "XXX Casting" di Ettore Tosi. Nel 2008 gli viene offerta una parte nel film Italians and Other Strangers della Lucas Kazan, ma dovette rifiutare a causa di un lutto familiare. Nel dicembre del 2008 viene scelto come protagonista di un servizio fotografico per il numero 108 della rivista australiana DNA Magazine, comparendo anche sulla copertina, guadagnando visibilità a livello internazionale.
Nel 2010 debutta come attore pornografico lavorando per il sito Menatplay e partecipando al film Costa Brava di Kristen Bjorn, per cui ottiene una candidatura ai Grabby Awards per la migliore scena a tre. Come attore hard ha lavorato principalmente fuori dall'Italia, a Londra e negli Stati Uniti, lavorando per le più note case di produzione come Falcon Studios e Lucas Entertainment.
Nell'ottobre 2012 ha vinto il premio Best Newcomer of The Year agli Hustlaball di Berlino.

## Filmografia parziale
- Costa Brava: The Wild Coast (Kristen Bjorn) (2010)
- Casting Couch 5 (Kristen Bjorn) (2011)
- Awake (Lucas Entertainment) (2012)
- Mediterranean Stag (Stag Homme Studios) (2012)
- Madrid Sexy (Falcon Studios) (2012)
- Addicted (Raging Stallion Studios) (2013)
- Militia (Raging Stallion Studios) (2013)
- Throb (Raging Stallion Studios) (2013)
- Heretic (Raging Stallion Studios) (2013)

## Premi

### Vinti
- HustlaBall Awards 2010 - Best Newcomer[11]
- Hotrods – British Gay Porn Awards 2012 - Best Duo (con Bruno Knight)[12]

### Candidature
- Grabby Awards 2011 - Best Three-Way (con Lucas Fox e Marco Salgueiro) per Costa Brava[10]
- Hotrods – British Gay Porn Awards 2012 - Mirrorballs Best International Artist[12]
- Grabby Awards 2013 - Best Group (con Trenton Ducati e Adam Killian) per Awake